# Port lotniczy Cecerleg
Port Lotniczy Cecerleg (IATA: TSZ, ICAO: ZMTG) – port lotniczy w Cecerleg, stolicy ajmaku północnochangajskiego, w Mongolii.